# Produzione di locomotive a vapore nel mondo
L'analisi della produzione di locomotive a vapore nel mondo viene considerata dagli storici della tecnologia e da quelli dell'economia un mezzo per determinare il grado di sviluppo tecnico ed economico dei Paesi in cui essa si svolse.

## Generalità

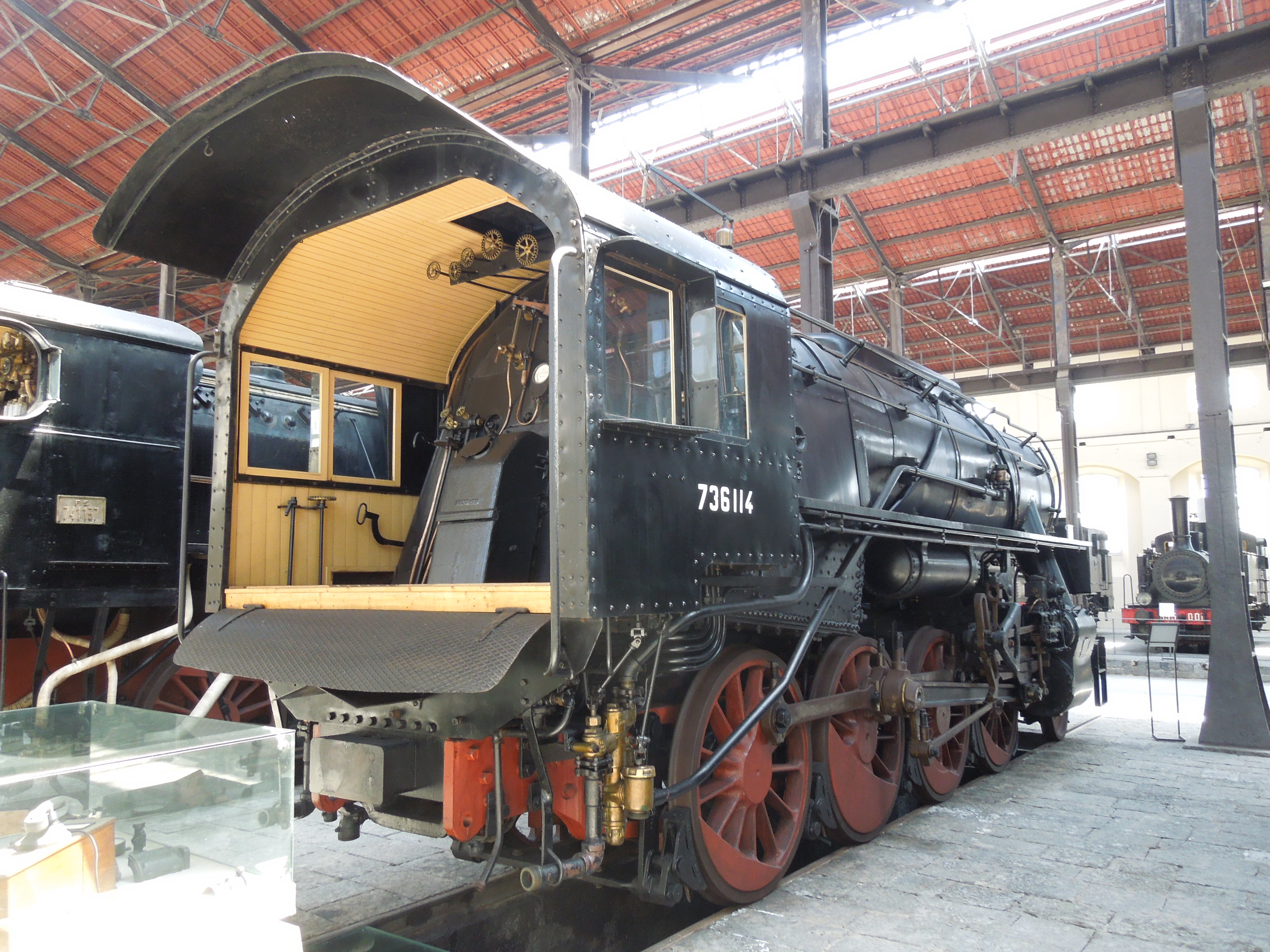
La locomotiva 3671 dell'US Army Transportation Corps, poi FS 736.114, restaurata, conservata nel Museo Nazionale Ferroviario di Pietrarsa, il 2 agosto 2012. Costruite in 2 120 unità tra il 1942 e il 1946 e inserite nel gruppo USATC S160, queste macchine prestarono servizio su tutti i teatri della seconda guerra mondiale e, successivamente, sulle reti di diversi Paesi non coinvolti nel conflitto, diventando probabilmente le locomotive più diffuse del mondo. 248 di esse costituirono poi il gruppo 736 delle Ferrovie dello Stato italiane.

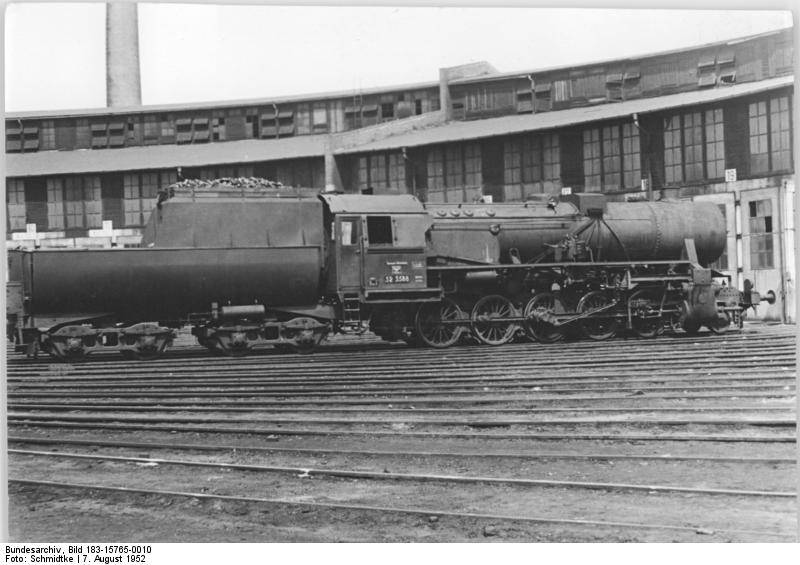
La locomotiva 52.3588 della Deutsche Bundesbahn in deposito nel 1952. Costruite in almeno 7 000 unità tra il 1942 e il 1951 come "locomotive di guerra" (Kriegslokomotive) della Deutsche Reichsbahn, costituiscono probabilmente il tipo costruttivo a scartamento ordinario prodotto nel maggior numero di esemplari in tutta la storia della locomotiva a vapore. L'unità raffigurata è dotata d'un tender "a vasca".

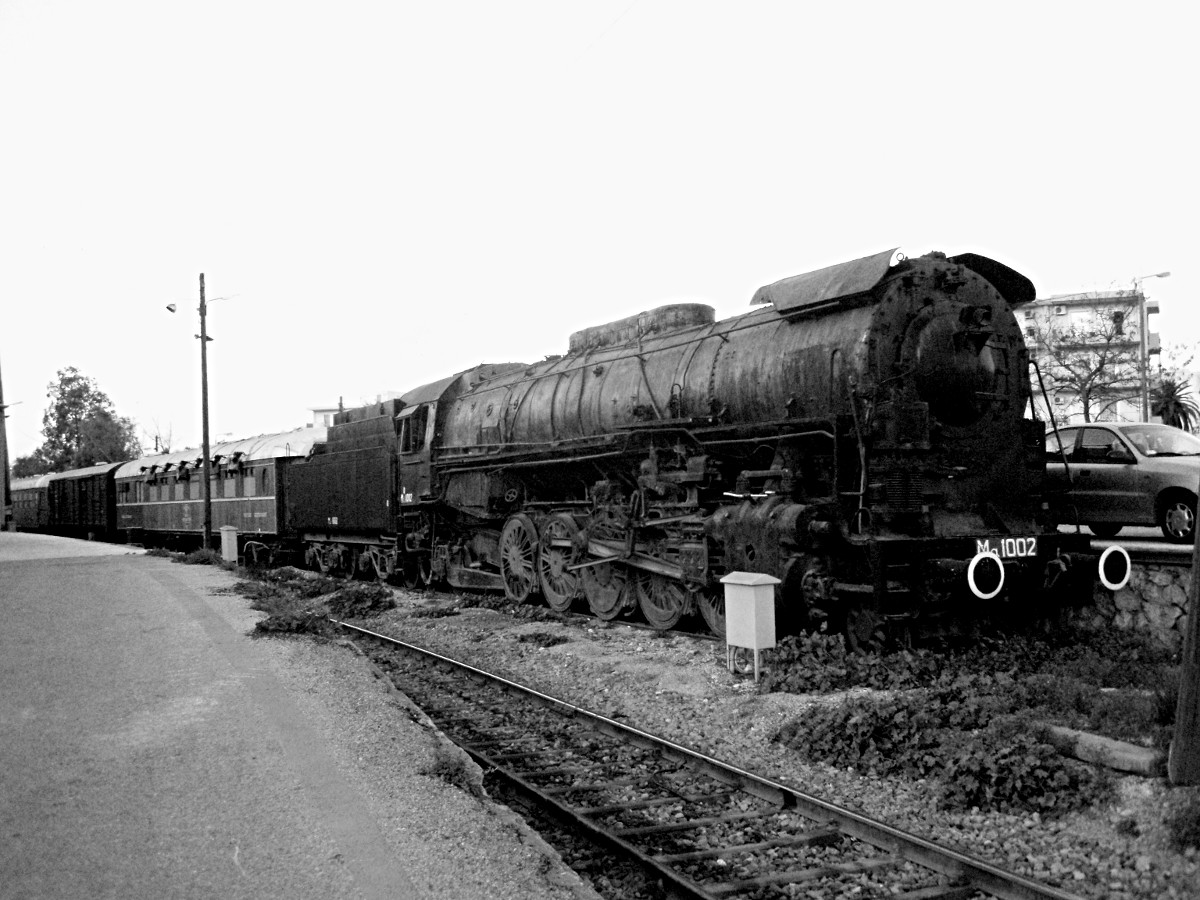
La locomotiva Μα 1002 delle Ferrovie dello Stato greche nella stazione di Rouf nel 2007. Costruite in 20 unità tra il 1952 e il 1953 dall'Ansaldo e dalla Breda, furono le ultime locomotive per servizio di linea prodotte in Italia. Secondo Philip Atkins furono le più potenti locomotive a scartamento ordinario con telaio rigido mai costruite in Europa.

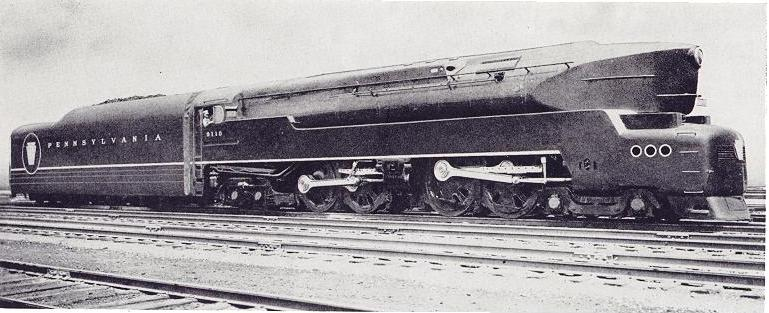
La locomotiva T1 6110 della Pennsylvania Railroad ripresa per una mostra svoltasi nella Chicago Union Station nel 1944. Costruite in 52 unità tra il 1942 e il 1946, le T1 "Duplex" rappresentarono lo stadio evolutivo finale della trazione a vapore per treni viaggiatori espressi negli Stati Uniti d'America. Non esistendo più alcuna di esse, un'associazione privata sta raccogliendo fondi per costruirne a nuovo una con cui effettuare treni rievocativi e turistici.

La bibliografia specializzata tecnica ed economica ha presentato, nel tempo, molti riepiloghi della consistenza dei parchi di locomotive e automotrici a vapore delle varie società ferroviarie e anche varie sintesi riguardanti una o più nazioni.
Alla pagina 31 delle sue Lezioni di Tecnica ed Economia dei trasporti, vol 1° Tecnica dei trasporti, Milano, Libreria editrice politecnica Cesare Tamburini, 1952, Guido Corbellini stimava che nel 1951-1952 le locomotive di tutti i sistemi di trazione (a vapore, a combustione interna [Diesel] ed elettrici) in servizio in tutto il mondo fossero circa 350 000.
Lo stesso autore, in un suo articolo del 1961, scrisse che nel 1900 sulla rete ferroviaria mondiale circolavano "300 000 locomotive a vapore".

## Riepilogo cronologico
La tabella riepilogativa che segue è basata sulle ricerche di Philip Atkins, a lungo bibliotecario presso il National Railway Museum di York e studioso di storia delle ferrovie. Come segnalato dal suo autore, la lacunosità delle fonti primarie ha permesso di stabilire, in diversi casi, solo in modo approssimato quante macchine siano state costruite e in quali periodi. Nell'ultima colonna sono citati i casi di costruzioni eseguite dopo la chiusura delle linee di produzione regolari.
L'autore non ha considerato né i casi di ricostruzione a nuovo e di trasformazioni radicali (come quella subita dall'unità 3450 della SAR) né la costruzione di repliche di originali non più esistenti come la Adler o la Bayard. Inoltre, poiché alla data della pubblicazione la macchina era in via di completamento, non ha inserito nell'elenco, pur avendola citata nel testo, la locomotiva "Tornado".
| Stato                       | Locomotive prodotte | Periodo di produzione | Costruzioni dopo la chiusura delle linee di produzione regolari                                                                                   |
| --------------------------- | ------------------- | --------------------- | --- |
| Stati Uniti d'America       | 177 000             | 1831-1955             | |
| Germania                    | 155 000             | 1839-1966             | Nel 1988 costruite delle unità di rodiggio C senza focolare per raccordi industriali.                                                             |
| Gran Bretagna (Inghilterra) | 81 500              | 1804-1964             | Nel 1971 costruite delle unità di rodiggio B1 (locomotive-tender) per l'Indonesia.                                                                |
| Gran Bretagna (Scozia)      | 28 250              | 1835-1962             | |
| Gran Bretagna (Galles)      | circa 250           | 1804-1920             | |
| Russia                      | 50 000              | 1845-circa 1959       | |
| Francia                     | 35 000              | 1839-1956             | |
| Belgio                      | 15 895              | 1835-1956             | |
| Austria                     | circa 15 000        | 1840-1958             | Nel 1973 costruite delle unità di rodiggio C senza focolare per raccordi industriali.                                                             |
| Giappone                    | 11 000              | 1884-1967             | |
| Cina                        | 10 000              | 1881-1999             | |
| Polonia                     | 7 923               | 1926-1963             | |
| Ungheria                    | 7 573               | 1873-1959             | |
| Cecoslovacchia              | 7 076               | 1900-1958             | |
| Canada                      | 7 000               | 1860-1956             | |
| Italia                      | 5 741               | 1846-1956             | |
| India                       | 4 256               | 1873-1972             | Nel 1975 costruita un'unità di rodiggio 1D1 per l'India, utilizzando componenti ancora disponibili tra le scorte di magazzino.                    |
| Australia                   | 3 469               | 1862-1958             | Nel 1969 costruita un'unità di rodiggio (2D2)(2D2) Garratt per l'Australia, utilizzando componenti ancora disponibili tra le scorte di magazzino. |
| Svezia                      | 3 351               | 1853-1953             | |
| Svizzera                    | 3 000               | 1873-1952             | Nel 1996 costruite delle unità di rodiggio D1 (locomotive-tender) per la Svizzera.                                                                |
| Spagna                      | 1 753               | 1883-1961             | |
| Finlandia                   | 1 403               | 1900-1957             | |
| Romania                     | 1 300               | 1896-1964             | Nel 1987 costruite delle unità di rodiggio D (locomotive-tender) per ferrovie forestali.                                                          |
| Paesi Bassi                 | 1 100               | 1900-1950             | |
| Irlanda                     | 750                 | 1841-1942             | Nel 1957 costruite delle unità di rodiggio BB alimentate con la torba per l'industria.                                                            |
| Nuova Zelanda               | 638                 | 1873-1956             | |
| Iugoslavia                  | 550                 | 1939-1961             | Nel 1964 costruite delle unità di rodiggio C senza focolare per raccordi industriali.                                                             |
| Norvegia                    | 322                 | 1861-1941             | |
| Danimarca                   | 190                 | 1900-1950             | |
| Cile                        | 123 ?               | circa 1870-1920       | |
| Argentina                   | 82 ?                | 1883-1942             | |
| Sudafrica                   | 21                  | 1883-1942             | |
| Lettonia                    | 11                  | 1933-1934             | |
| Rhodesia                    | 10                  | 1954-1955             | |
| Indonesia                   | 6                   | circa 1900-1923       | |
| Bulgaria                    | 3                   | 1948-1950             | |
| Vietnam                     | 3                   | 1961-1964             | |
| Maiorca                     | 2                   | 1902-1903             | |
| Turchia                     | 2                   | 1961                  | |
| Portogallo                  | 1 ?                 | 1944?                 | |
| Brasile                     | dato indisponibile  | 1937-?                | |
| Totale                      | circa 636 000       | 1804-1999             | |

### Annotazioni
1. ↑  Secondo Luciano Greggio le unità costruite furono solo 1 895. Cf Greggio, p. 205.
2. ↑  Le "locomotive di guerra" furono prodotte in gran numero grazie a una elevata standartizzazione del progetto che permise di suddividere la produzione delle loro parti componenti fra molte fabbriche anche non specializzate nelle produzioni ferroviarie, non solo tedesche ma anche austriache, belghe, cecoslovacche, polacche e ungheresi. Cf Greggio, p. 208.
3. ↑  Secondo Renzo Pocaterra le locomotive di guerra tedesche, ascritte ai gruppi DRG 42, 50 e 52, furono circa 11 000. Cf Pocaterra, p. 138.
4. ↑  Impiegate sulla linea Atene-Salonicco, secondo Luciano Greggio furono le più grandi e potenti locomotive a vapore greche. Cf Greggio, p. 205.
5. ↑  Secondo Luciano Greggio le locomotive tipo Duplex della Pennsylvania Railroad avrebbero dovuto essere le antesignane di nuovi tipi in grado di raggiungere nell'esercizio normale i 250 km/h. Cf Greggio, p. 215.
6. ↑  Autore, tra l'altro, della monografia Dropping the fire. The decline and fall of the steam locomotive, Clophill, Irwell Press, 1999, in cui aveva anticipato i risultati delle ricerche confluiti nell'articolo fonte di questa voce.
7. ↑  L'autore non distingue le locomotive con tender separato dalle locomotive-tender e dalle automotrici a vapore.
8. ↑  La difficoltà non è solo dell'Atkins. Si consideri il caso del numero di macchine pervenute, il 1º luglio 1905, alle Ferrovie dello Stato italiane dalle preesistenti società private Adriatica, Mediterranea e Sicula: secondo Manlio Diegoli (nel suo articolo La trazione a vapore, in Ingegneria ferroviaria, 16 [1961], n. 7-8, pp. 671-680, qui p. 676) esso dovrebbe essere stato di 2 769, mentre secondo le relazioni ufficiali annuali pubblicate dalle Ferrovie dello Stato (Ferrovie dello Stato, Relazione a S. E. il Ministro dei Lavori Pubblici sull'andamento dell'Amministrazione delle Ferrovie dello Stato nell'Esercizio 1905-1906, Roma, Tip. naz. di Giovanni Bertero, 1906, p. IX), riprese poi da altri autori tra cui Edoardo Altara, esso era di 2 664. La consistenza di 2 664 unità alla data della statalizzazione è certa, poiché la circolare interna del Servizio Materiale e Trazione FS datata 10 settembre 1905 che le elenca tutte dando istruzioni sul da farsi per sostituire i numeri di matricola delle preesistenti società con quelli delle FS ultimamente è stata riprodotta integralmente nella monografia di Aldo Riccardi, Marco Sartori, Marcello Grillo, Locomotive a vapore in Italia. Dalle tre Reti alle FS. 1885-1905, Firenze, Pegaso, 2011, pp. 7-17.
9. ↑  All'inizio del XXI secolo risultano già costruite, oltre a quelle completate durante il XX secolo, sei repliche di locomotive o automotrici a vapore: l'A1 60163 Tornado, la Firefly e un'automotrice basate su prototipi della Great Western Railway, la Lyd basata su un prototipo della Lynton and Barnstaple Railway, la 63 Leviathan basata su un progetto delle Schenectady Locomotive Works, la York costruita dalle Kloke Locomotive Works. Altre unità sono in costruzione (2016). Il sito di Hugh Odom, The ultimate steam page. Steam locomotion in the 21st century () aggiorna periodicamente sui progetti di reintroduzione nell'uso della locomotiva a vapore, con particolare riguardo agli studi innovativi e alle relative realizzazioni.
10. ↑  In Germania, come in altri Paesi forti produttori di carbon fossile, il passaggio alla trazione elettrica e a quella endotermica avvenne lentamente e fino al secondo dopoguerra le industrie e le società ferroviarie continuarono a investire nella trazione a vapore anche con lo studio di nuovi tipi di macchine di elevate prestazioni come i due prototipi del gruppo 10 della DB, costruiti nel 1956-1957 e destinati alla trazione dei treni viaggiatori rapidi. Cf Robert, tav. tra le pp. 400 e 401, Pocaterra, p. 151.
11. ↑  L'autore definisce così le locomotive ad accumulatore di vapore.
12. ↑  Nella tecnica e nell'esercizio delle ferrovie si definiscono "locomotive industriali" delle unità di trazione di modesta potenza progettate e costruite espressamente per il servizio dei raccordi interni di fabbriche, miniere, piantagioni e altri complessi industriali. Cf Giulio Giovanardi, Locomotiva, in Lessico universale italiano di lingua lettere arti scienza e tecnica, vol. XII. Leo-Mao, Roma, Istituto dell'Enciclopedia Italiana, 1973, p. 277.
13. ↑  Di cui circa 34 000 costruite direttamente dalle società ferroviarie nelle proprie officine.
14. ↑  Di cui 13 000 del gruppo E (rodiggio D), di certo le più numerose di uno stesso gruppo a scartamento largo russo (1 520 mm) mai costruite in tutto il mondo.
15. ↑  Secondo le relazioni ufficiali pubblicate dalle Ferrovie dello Stato e riprese da vari autori (Ferrovie dello Stato, Relazione a S. E. il Ministro dei Lavori Pubblici sull'andamento dell'Amministrazione delle Ferrovie dello Stato nell'Esercizio 1905-1906, Roma, Tip. naz. di Giovanni Bertero, 1906, p. IX), il parco aziendale alla data del 1º luglio 1905, era costituito da 2 664 locomotive, 798 delle quali avevano già più di trent'anni di età, che le Convenzioni del 1885 stabilivano essere la vita utile massima di una locomotiva a vapore (fonte: Guido Corbellini, Il cinquantenario delle Ferrovie dello Stato, in 1905-1955. Il Cinquantenario delle Ferrovie dello Stato, in Ingegneria ferroviaria, 10 [1955], n. 5-6, pp. 333-528, qui p. 341).
16. ↑  Le locomotive a vapore pervenute alle Ferrovie dello Stato italiane nel 1905-1906  furono in tutto 3 078, di cui 1 619 della ex Rete Mediterranea, 877 della ex Rete Adriatica, 171 della ex Rete Sicula e 411 delle ex Strade Ferrate Meridionali. Cf Edoardo Altara, Compendio storico-tecnico delle ferrovie italiane, vol. 2°, Cortona, Calosci, 2013, p. 14.
17. ↑  Secondo Edoardo Altara le locomotive a vapore delle Ferrovie dello Stato italiane dovrebbero essere state in tutto 7 622, di cui 4 486 di costruzione italiana e 3 136 di costruzione estera. Cf Edoardo Altara, Compendio storico-tecnico delle ferrovie italiane, vol. 2°, Cortona, Calosci, 2013, pp. 10-12, 17.
18. ↑  Le ultime locomotive furono prodotte con componenti di recupero.

### Riferimenti
1. ↑  Carlo Ciccarelli, Alessandro Nuvolari, Technical change, non-tariff barriers, and the development of the Italian locomotive industry, 1850-1913, in Banca d'Italia, Quaderni di storia economica (Economic history working papers), n. 28 (novembre 2016). Testo pieno: .
2. ↑  Guido Corbellini, La scienza e la tecnica nel progresso dei trasporti ferroviari. Esperienze passate e recenti, prospettive per il futuro, in Ingegneria ferroviaria, 16 (1961), n. 7-8, p. VIII.
3. ↑  Phil Atkins: librarian & author.
4. 1 2 3 4 5 6 7 8 9 10 11  Atkins, p. 16.